# 5천리 대도망
"5천리 대도망"은 한국에서 제작된 강대선 감독의 1974년 영화이다. 독고성 등이 주연으로 출연하였고 강대진 등이 제작에 참여하였다.

## 출연
- 독고성
- 이해룡
- 박남옥